# Герб Дергачів
Герб Дергачі́в — один з офіційних символів міста Дергачі Харківської області. 

## Опис
Герб міста має вигляд геральдичного щита, у верхній частині якого на синьому фоні є надпис «Деркачі», а у нижній частині — «1660». У центральній частині на жовто-зеленому фоні зображення українського козака у національному одязі з шаблею на боці та пікою у лівій руці. На зеленому фоні герба зображено птаха деркача та стебло очерета.

## Історія
Герб міста затверджений рішенням Дергачівської міської ради VI сесії XXIII скликання від 9 липня 1999 року.

## Цікаві факти
Козак Деркач, який є одним із персонажів герба, був втілений у пам'ятнику козаку Деркачу.